# Ауесбаев, Нурлан Сатыбалдиевич
Нурлан Сатыбалдиевич Ауесбаев (каз. Нұрлан Сатыбалдыұлы Әуесбаев; род. 17 мая 1957, Алгабас, Чаяновский район, Южно-Казахстанская область) — казахстанский политический деятель. Депутат Мажилиса парламента Казахстана VIII созыва от Общенациональной социал-демократической партии (ОСДП). Кандидат в президенты Казахстана на выборах 2022 года от ОСДП.

## Биография
Происходит из подрода Керней рода Каракесек племени Аргын.
Нурлан Ауесбаев родился в 1957 году в Южно-Казахстанской области и долгое время проживает в Астане. Он окончил Южно-Казахстанский государственный университет имени М. Ауэзова. Имеет два высших образования — экономическое (Южно-Казахстанский государственный университет им. М.Ауэзова) и юридическое (Казахская академия труда и социальных отношений).
В 1975—1976 годах работал слесарем треста «Казахтехмонтаж» в городе Чимкенте.
В 1976—1978 годах служил в рядах Советской армии.
В 1979 году работал механиком «Казсельхозтехники», а также был заведующим комитетом комсомола.
1981—1982 годы — секретарь Кеншарского комитета комсомола имени Жамбыла Алгабасского района.
1982—1990 годы — механик плавильного цеха Чимкентского свинцового завода.
1990—1991 годы — председатель ОО «Қазақ тілі».
1991—1993 годы — председатель Наурызского поселкового совета.
1994—1995 годы — глава Наурызской поселковой администрации Абайского района города Шымкента.
1995—1996 годы — аким Наурызского посёлка Абайского района города Шымкента.
С 2002 года работал в акимате города Шымкента заместителем руководителя управления экономики и поддержки предпринимательства. В марте 2002 года был назначен акимом села Кызылжар.
В 2003 году возглавил управление внутренней политики и по делам молодёжи города Шымкента.
С сентября 2003 года — руководитель отдела анализа и языковой политики управления информации по городу Астане Министерства информации и общественного согласия Казахстана.
С 2004 года работал руководителем отдела организационной работы и социальных технологий.
В 2005 году возглавил автохозяйство Министерства сельского хозяйства Казахстана.
2009—2012 годы — заместитель директора, начальник охраны объектов ТОО «Куаныш-2030».
2012—2020 годы — генеральный директор охранного агентство «Аристократ».
В 2020 году вступил в Общенациональную социал-демократическую партию (ОСДП). С 2021 года являлся председателем столичного филиала ОСДП. 1 октября 2022 года Нурлан Ауесбаев на XIX внеочередном съезде партии был выдвинут в качестве кандидата в президенты на выборах 2022 года.
На выборах президента Казахстана 2022 года набрал 2,22 % голосов и занял 5-е место из 6 кандидатов.
Возглавил партийный список ОСДП на выборах в Мажилис Парламента Казахстана в 2022 году. На выборах партия набрала 5,2 % голосов, что позволило провести в Мажилис четырёх депутатов, одним из которых стал Нурлан Ауесбаев.